# Baby, You’re a Rich Man
«Baby, You’re a Rich Man» (с англ. — «Детка, ты богат») — песня, написанная Джоном Ленноном и Полом Маккартни, и записанная в 1967 году группой The Beatles. Она также входит как песня на стороне «Б» на их сингле 1967 года «All You Need Is Love». Изменённые по сравнению с первоначальным миксы песни помещены на альбомах-сборниках группы Magical Mystery Tour и Yellow Submarine Songtrack.

## Создание песни
Для создания «Baby, You’re a Rich Man» (как это нередко бывало в авторском дуэте Леннон — Маккартни — например, в случаях с созданием «A Day in the Life» или «I’ve Got a Feeling») были скомбинированы фрагменты из двух незаконченных песен: куплеты из незавершённой песни Леннона «One of the Beautiful People» (рус. Один из прекрасных людей) были совмещены с припевом «Baby, you’re a rich man…» (рус. Детка, ты богат), сочинённым Маккартни, но ни для чего ещё не использованным им. Музыковед Уолтер Эверетт отмечает, что в песне как бы «спрашивается у неназванного в ней Брайана Эпстайна, что ему нравится в том, чтобы быть одним из таких „прекрасных людей“».

## Музыкальные характеристики песни
Песня начинается проигрышем в тональности G в миксолидийском ладу, затем аккорд G переходит в ♭VII/I (Fadd9/G) на словах «now that you know who you are», и всё вроде бы заканчивается на «повисшем» (при нажатой педали сустейна у фортепиано) аккорде G (sustained harmonic tone). Далее, однако, песня переходит в тональность C (до мажор) и начинает напоминать «Norwegian Wood» использованием «восточно» звучащих мелодий (в стиле индийской классической музыки gamak), играемых на синтезаторе «Клавиолайн». Музыковед Алан Поллак также отмечает необычные ходы в припеве («Baby you’re a rich man») в линии бас-гитары — от C к G через ♭III (B♭).

## Запись
Существует рабочее название One Of The Beautiful People.
Песня была записана и смикширована (в монофоническом варианте) 11 мая 1967 года на студии Olympic Sound Studios. Мелодия, звучащая похоже на не использовавшийся в записи гобой, была сыграна на электромузыкальном клавишном инструменте «Клавиолайн» (один из предшественников синтезаторов, имевший клавиатуру в 3 октавы и способный играть одновременно только одну ноту); к звуку был также добавлен эффект spin-echo (рус. вращающееся эхо) — возврат звука (англ. feed back) с задержкой (англ. delay); эта мелодия использовалась в переходах от конца одной строки куплета к началу следующей.

### Состав участников записи
(по Льюисон и Макдональд)
- Джон Леннон — записанным даблтреком (double-tracked) ведущий вокал, clavioline, фортепиано
- Пол Маккартни — бэк-вокал, бас-гитара, фортепиано
- Джордж Харрисон — бэк-вокал, гитара, хлопки в ладоши
- Ринго Старр — ударные, тамбурин, маракасы, хлопки в ладоши
- Эдди Крэмер — вибрафон
- Джордж Мартин — звукорежиссёр
- Keith Grant — инженер звукозаписи
- Мик Джаггер — бэк-вокал

То, что Мик Джаггер тоже присутствовал, но его имя упомянуто на коробке с плёнкой этой сессии звукозаписи в конце списка, возможно, указывает, что он участвовал в записи бэк-вокала близко к концу песни.

## Издания

### Первоначальные издания
«Baby, You’re a Rich Man» была издана как песня на стороне «Б» сингла «All You Need Is Love» 7 июля 1967 года в Великобритании и 17 июля 1967 года в США. Позднее в этом году, против желания The Beatles, песня была включена в американский альбом Magical Mystery Tour (изданный как в монофонической, так и в «псевдо-стерео» версиях).
Как и предполагалось изначально, песня присутствует в звуковой дорожке мультфильма 1968 года Yellow Submarine (но не была включена в альбом с саундтреком из этого мультфильма soundtrack album).

### Дальнейшие издания
Для издания в Германии в 1971 году альбома Magical Mystery Tour Джордж Мартин и звукоинженер Джефф Эмерик создали первый «истинно стереофонический» (англ. true stereo) микс песни; не имея возможности воссоздать эффект «вращающегося эхо» (spin-echo effect), применённый в оригинальном миксе в 1967 году, они просто пропустили его (англ. they simply omitted it).
Когда проводилась стандартизация каталога The Beatles для издания их альбомов на CD-дисках в 1987 году, альбом Magical Mystery Tour (в стерео-звучании, с германского издания 1971 года) был включён в него наряду с другими оригинальными студийными альбомами The Beatles.
Во второй раз стерео-микс «Baby, You’re a Rich Man» был создан в 1999 году для DVD-издания мультфильма Yellow Submarine и сопровождавшего его альбома с саундтреком Yellow Submarine Songtrack (куда песня на сей раз была включена).
В 2009 году ремастированные стерео (с издания 1971 года) и моно (с издания 1967 года) версии альбома Magical Mystery Tour были изданы на CD.
Песня звучит на заключительных титрах фильма «Социальная сеть», но не включена в диск с саундтреком к фильму.